# Malin Dahl
Malin Elisabeth Dahl, född 23 april 1983 i Götlunda, är en svensk filmregissör och manusförfattare.

## Biografi
Malin Dahl, som är uppvuxen i Örebro,  har arbetat med filmskapande sedan avslutande studier på Örebro konstskola. Hon driver sedan 2009 produktionsbolaget Backa Studios tillsammans med Johnny Wernersson.
2011 släppte Backa Studios sin första långfilm, den svenska komedin Jango on Tour som distribuerades av Cinematic Vision över hela Norden.
2019 debuterade hon som långfilmsregissör med filmen Lantisar, där hon även skrev manus tillsammans med Johnny Wernersson. Lantisar hade biopremiär 2019 på Sjöängen i Askersund för att sedan släppas på ett sextiotal biografer i Sverige och har visats flera gånger på SVT.
Hennes andra långfilm, skräckdramat, Må Du Leva hade premiär på Göteborg Film Festival 2025.  